# جمعية التربية الإسلامية
جمعية التربية الإسلامية هي جمعية إسلامية عراقية، يعدها البعض من أقدم الجمعيات التي تأسست في القرن العشرين.

## الفكرة والنشأة
تأسست جمعية التربية الإسلامية بتاريخ 12 آب 1949 نتيجة لفكرة طرحت في أحد مجالس الشيخ أمجد الزهاوي في بغداد، حيث نشأت جمعية التربية الإسلامية، كمدرسة إسلامية، لتكون نداً لمدارس مسيحية انشئت قبلها في بغداد، والتي تهتم بالدين المسيحي كمدرسة كلية بغداد وثانوية الراهبات التي تغير اسمها إلى ثانوية العقيدة.
تلك الفكرة التي طرحت في مجلس الشيخ أمجد الزهاوي من قبل المحامي عبد الرحمن خضر إلى الأستاذ عبد الوهاب السامرائي الذي كان مدرساً في مدرسة التفيض وكان أحد حضور المجلس فاستحسنها الشيخ أمجد وقبلها الأستاذ عبد الوهاب وفي اليوم التالي كتب نظامها الأستاذ عبد الوهاب وقدمه إلى الشيخ أمجد في مدرسة السليمانية وأرفق بطلب تأسيس جمعية باسم التربية الإسلامية وقدم إلى وزارة الداخلية العراقية فأجيزت الجمعية بتاريخ 22 آب 1949.